# 一江山島戦役
一江山島戦役は、1955年1月18日から1月20日にかけて、中華民国浙江省大陳列島一江山島に対し、中華人民共和国の中国人民解放軍が同島に侵攻したことにより起きた戦闘である。

## 背景
国共内戦の結果、1949年に中国国民党率いる中華民国政府は中国大陸の領土を喪失し、台湾に移転したが、中国西南部の山岳地帯及び東南沿岸部の島嶼一帯では中国共産党に対する軍事作戦を継続していた。しかし1950年になると、舟山群島、海南島が中国共産党の人民解放軍に奪取され、また西南部でも人民解放軍がミャンマー国境地帯に進攻したため、国民党は台湾及び福建省や浙江省沿岸の一部島嶼（金門島、大陳島、一江山島）のみを維持するに留まり、東シナ海沿岸での海上ゲリラ戦術で共産党に対抗していた。
1950年6月の朝鮮戦争勃発で共産党政権が台湾どころではなくなったため人民解放軍は台湾海峡での軍事行動を停止した。これを機に国民党は反撃を幾度か試みたものの（南日島戦役、東山島戦役）戦果が期待したものとはほど遠く大陸反攻への足がかりを築くことができなかった。
アメリカ政府はトルーマン政権は国共内戦の調停の失敗以降、中国の内戦には干渉しない姿勢であったが、1950年6月25日に朝鮮戦争が勃発すると台湾中立化宣言を発表し、第7艦隊を台湾海峡に展開させた。これにより台湾の国民党政権を実質的に保護することになった。1951年からは軍事援助の再開と軍事顧問団の再派遣が行われたがトルーマン政府は台湾国民党政権に対して大陸の共産党政権への軍事行動を自制させ、また日本やNATOのように安全保障条約を結んで台湾防衛に関して国民党政権に対する責任を負うことは避け続けた。
1953年1月にトルーマン政権の防御的な封じ込め政策に代わって能動的な「巻き返し」政策を主張するドワイト・D・アイゼンハワーがアメリカ大統領に就任すると2月の年頭教書で台湾の中立化を解除し、中華民国軍の大陸での軍事行動を認めると言明した。これを受け国民党政権は1953年7月15日から7月18日にかけて福建省漳州市の東山島に侵攻したが惨敗した（東山島戦役）。
1953年7月27日に朝鮮戦争が停戦すると共産党政権では台湾解放が具体的な案件として再浮上してきた。この間人民解放軍はソ連から魚雷艇やジェット戦闘機を入手、さらに国民党軍から鹵獲した日本製海防艦や砲艦を整備して現代的な軍としての体制を整えつつあった。
アメリカにとって、東山島戦役のような無謀な“大陸反攻”を進める台湾の蒋介石政権と安全保障条約を結ぶのはそのまま国共内戦に巻き込まれる懸念が政府内外の関係者から出ていたが、1954年7月23日にキャセイパシフィック航空機が南シナ海上で中国人民解放軍空軍の戦闘機によって撃墜され、生存者の捜索に当たっていたアメリカ海軍の空母機動部隊とも交戦した事件（キャセイ・パシフィック航空機撃墜事件）が発生するとアメリカ国内の世論は一気に反中共に傾き、アメリカと中華民国との間で軍事同盟の機運が出てきた。

## 侵攻
1954年5月15日、人民解放軍浙江前線部隊は海軍の支援を受けて高島、頭門山、羊嶼などの島嶼を占領した。中華民国空軍との空中戦も頻繁に行われ、戦闘機は延べ279機が122回出撃し、10回の空中戦で11機撃墜5機撃破を記録し、7月6日までに制空権の掌握に成功した。8月から10月までに頭門山、羊嶼と高島にそれぞれ砲兵陣地と魚雷艇基地が設置された。また9月3日からは金門島と馬祖島への砲撃を開始した。
一方中華民国も空軍の他に海軍の駆逐艦などを繰り出し人民解放軍の砲兵陣地などを砲撃した。
11月1日からは大陳島と一江山島に対して人民解放軍の爆撃機の空襲と頭門山、羊嶼の砲兵陣地の130 mm砲の砲撃が開始された。5日には頭山島の海岸砲が一江山島沖の砲艦を撃破し、14日においては高島の魚雷艇部隊が大陳島から漁山水道を航行中の中華民国海軍の護衛駆逐艦「太平」を撃沈。12月21日から翌年1月10日の間に爆撃機延べ28機と戦闘機延べ46機を投入し、周辺の艦船を爆撃、護衛駆逐艦「太和」他三隻を撃破した。
一方国民党政権側も12月2日にアメリカと米華相互防衛条約を締結し対抗した。
制空権と制海権を確保した人民解放軍は1月17日夜に石浦から上陸部隊が出撃、18日8時に一江山島に対して上陸作戦を開始、上陸部隊3700名、南昌（旧砲艦宇治）、武昌（旧海防艦第14号）、済南（旧海防艦第194号）、沈陽（旧海防艦第81号）などの護衛艦5隻。砲艦2隻、魚雷艇12隻、護衛艇24隻、ロケット砲船6隻、揚陸艦及び輸送船約140隻、Mig15戦闘機75機、Tu2爆撃機8機などの航空機351機が参加した。
同日夕方に人民解放軍は同島の占領を宣言した。

## 結果
一江山島の陥落により大陳島は中国軍砲兵の射程内に入り、また制空権制海権を失った。
2月5日アイゼンハワー大統領は第7艦隊と第5空軍に中華民国軍の撤退の援護を行うように指示した。
2月半ばまでに大陳列島の中華民国軍1万4千人と住民1万6千人はアメリカ海軍第7艦隊の援護により撤退した（大陳島撤退作戦）。
一江山島戦役は人民解放軍が行った初めての近代的な上陸作戦であり、国民党政権が確保していた制海権を脅かす存在になっていたことを意味していた。